# 南嘉布都副县
南嘉布都副县（英語：Nanga Budu Sub-District）是砂拉越木中省砂拉卓县下辖的副县，人口约有3,600（2010数据）。县里有41座长屋，97%的居民是伊班族，多数信奉基督教。县民多数从事种植橡胶及胡椒业；而稻谷、蔬菜和水果则是自己食用。